# Chelonarium lecontei
Chelonarium lecontei is een keversoort uit de familie Chelonariidae. De wetenschappelijke naam van de soort is voor het eerst geldig gepubliceerd in 1867 door Thomson.